# Folke Högman
Folke Gottfrid Waldemar Högman, född 16 september 1880 i Bitterna församling, Skaraborgs län, död 9 december 1973, var en svensk läkare.
Högman, som var son till kyrkoherde Frans Gustaf Oskar Högman och Emma Josefina Johnson, avlade studentexamen i Skara 1900, mediko-filosofisk examen vid Uppsala universitet 1902, blev medicine kandidat vid Karolinska Institutet 1905 och medicine licentiat där 1910. Han var tillförordnad amanuens vid medicinska avdelningen på Sabbatsbergs sjukhus samt på Visby lasarett 1910, förste underläkare på Örebro lasarett 1911–1912, amanuens och underläkare vid kirurgiska avdelningen på Sabbatsbergs sjukhus 1912–1915, underläkare vid oftalmiatriska kliniken på Serafimerlasarettet och vid gynekologiska kliniken på Sabbatsbergs sjukhus 1916, vid kirurgiska avdelningen på Sabbatsbergs sjukhus 1916–1918, tillförordnad lasarettsläkare på Alingsås lasarett och Härnösands lasarett 1918 och 1919, lasarettsläkare på Landskrona lasarett 1919–1925, lasarettsläkare på Halmstads lasarett 1925–1945 och på kirurgiska avdelningen där 1936-1945. Han var ledamot av Malmöhus läns landsting 1922–1924 och Hallands läns landsting 1931–1945.